# Fukunaga Takehiko
Fukunaga Takehiko (japanisch 福永 武彦; * 19. März 1918 in der Präfektur Fukuoka; † 13. August 1979) war ein japanischer Romanautor, Lyriker und Übersetzer.

## Leben und Werk
Fukunaga studierte französische Literatur und trat als Übersetzer der Werke von Jean-Paul Sartre und Charles Baudelaire (Les fleurs du mal, Le Spleen de Paris) und Verfasser einer Schrift über den Maler Paul Gauguin (Gōgyan no sekai) hervor.
Mit Romanen wie Fūdo („Heimaterde“, 1951), Bōkyaku no kawa („Der Fluss der verlorenen Erinnerung“, 1964), Shi no shima („Insel des Todes“, 1969–71) wurde er einer der bekanntesten japanischen Romanciers der 1950er- und 1960er-Jahre. Zudem veröffentlichte er Detektivromane unter dem Pseudonym Kada Retarō (加田 伶太郎) und Science-Fiction-Romane als Funada Gaku (船田 学).
Große Teile seines Lebens verbrachte Fukunaga, der u. a. an Tuberkulose litt, in Sanatorien. Er und die Dichterin Harajō Akiko sind die Eltern des Schriftstellers Ikezawa Natsuki, der wiederum der Vater der Synchronsprecherin Ikezawa Haruna ist. Von dem im Westen wenig bekannten Autor erschien 2012 in deutscher Übersetzung der Roman Des Grases Blumen.

## Werke (Auswahl)
Fukunaga Takehiko: Des Grases Blumen. Aus dem Japanischen von Otto Putz. Frankfurt: Angkor Verlag 2012, ISBN 978-3-936018-84-4